# Noruega en los Juegos Olímpicos de Calgary 1988
Noruega estuvo representada en los Juegos Olímpicos de Calgary 1988 por un total de 64 deportistas que compitieron en 8 deportes.  
El portador de la bandera en la ceremonia de apertura fue el esquiador de fondo Oddvar Brå.

## Medallistas
El equipo olímpico noruego obtuvo las siguientes medallas:
| Nombre                                                                    | Deporte         | Competición                |
| ------------------------------------------------------------------------- | --------------- | -------------------------- |
| Oro                                                                       |                 |                            |
| —                                                                         |                 |                            |
| Plata                                                                     |                 |                            |
| Pål Gunnar Mikkelsplass                                                   | Esquí de fondo  | 15 km M                    |
| Trude Dybendahl Marit Wold Anne Jahren Marianne Dahlmo                    | Esquí de fondo  | 4 × 5 km F                 |
| Erik Johnsen                                                              | Saltos en esquí | Trampolín largo M          |
| Bronce                                                                    |                 |                            |
| Vegard Ulvang                                                             | Esquí de fondo  | 30 km M                    |
| Erik Johnsen Ole Christian Eidhammer Jon Inge Kjørum Ole Gunnar Fidjestøl | Saltos en esquí | Trampolín largo por eqs. M |